# Martin Scheffel
Martin Scheffel, född 5 september 1729 i Sigtuna, död 19 februari 1783 i Stockholm, var en svensk underkonduktör och konstnär.
Han var son till Johan Scheffel och Anna Margareta Bergstedt samt bror till Margareta Catharina Scheffel gift Uggla. Scheffel antogs som volontär vid fortifikationen 1747 och utnämndes till underkonduktör 1753 samma år företog han en studieresa till Frankrike. Han beviljades permission 1754 för att gå i fransk tjänst. Han fick troligen sina grundläggande kunskaper i målning vid sin fars ateljé och om hans studier i Frankrike finns inga bevarade uppgifter. Han räknades som en god kopist och hans konst består av porträtt, genretavlor i miniatyr och mytologiska scener. Scheffel är representerad vid Nationalmuseum i Stockholm.